# ای-۳۱ ویگانس
ای-۳۱ ویگانس (به انگلیسی: Vultee_A-31_Vengeance) یک هواگرد از نوع بمب افکن شیرجه رو ساخت شرکت Vultee Aircraft است. هواگرد ای-۳۱ ویگانس نخستین پروازش را در ۳۰ مارس ۱۹۴۱ میلادی انجام داد. در مجموع، تعداد ۱٬۹۳۱ فروند از این هواگرد ساخته شده‌است.